# Возгір'я
Возгі́р'я — пасажирський залізничний зупинний пункт Лиманської дирекції Донецької залізниці.
Розташований між селищем Молодіжне та селом Катеринівка, Сіверськодонецький район, Луганської області на лінії Дебальцеве — Попасна між станціями Попасна (8 км) та Мар'ївка (7 км).
Через військову агресію Росії на сході Україні транспортне сполучення припинене.